# Cupedora sutilosa
Cupedora sutilosa é uma espécie de gastrópode  da família Camaenidae.
É endémica da Austrália.